# Девід Вілкерсон
Девід Вілкерсон (англ. David Ray Wilkerson; народився 19 травня 1931 р. помер 27 квітня 2011) — американський християнський євангеліст з п'ятидесятницької церкви Асамблеї Бога, перший у світі засновник християнської програми визволення нарко та алкозалежних людей Teen Challenge, засновник неконфесійної мегацеркви Times Square Church, автор безлічі проповідей, а також книг, найвідомішою з яких є автобіографічна повість «Хрест і ніж», за якою було знято однойменний художній фільм «Хрест і ніж» .
Широко розповсюджені проповіді Вілкерсона, відомі тим, що він прямо та відверто виступають проти віровідступництва та серйозно ставиться до зобов’язання слухатися вчення Ісуса. Він наголошував на таких християнських віровченнях, як Божа святість і праведність, Божа любов до людей і особливо християнські погляди на Ісуса. Вілкерсон намагався уникати класифікації християн на окремі групи відповідно до конфесії, до якої вони належать.

## Біографія
Девід Вілкерсон народився 19 травня 1931 року в містечку Хаммонд, округ Лейк, штат Індіана, США. Він був другим сином у родині п’ятидесятницьких християнських проповідників і виріс у Барнсборо , штат Пенсільванія , у будинку де часто читали  Біблію. Його дід по батьківській лінії та батько Кеннет були священнослужителями. За свідченням самого Вілкерсона він отримав хрещення Святим Духом у віці восьми років. 
Молодий Вілкерсон почав проповідувати, коли йому було близько чотирнадцяти. Після закінчення середньої школи він вступив до Центрального біблійного коледжу в Спрингфілді , штат Міссурі. Школа була пов'язана з Асамблеєю Бога. У 1952 році був висвячений на священика.
У 1953 році, у віці 22 років, він одружився з Гвен Вілкерсон, яку знав з підліткового віку. Пара прожила спільне життя 58 років до смерті пастора Девіда Вілкерсона в 2011 році. Від шлюбного союзу народилися діти: Деббі, Бонні, Грег і Гарі.
Після одруження Девід Вілкерсон був пастором кількох місцевих церков у районах Скоттдейл та Філіпсбург у Пенсільванії.
У 1959 році, у віці 28 років, під час пастирства в Асамблеї Бога, на нього вплинула стаття, опублікована журналом Life про неповнолітніх злочинців, членів банди у місті Нью-Йорку.
Девід Вілкерсон виріс у тихих частинах Сполучених Штатів, і ця новина звучала неймовірною. В нього  викликало огиду про  вбивства, вчинені бандою. Його серце було сповнене тягарем за тими молодими людьми, він палко бажав донести  Євангелію Христа і врятувати нью-йоркське суспільство.
Невдовзі Девід переїхав в Нью-Йорк і  розпочав вуличне служіння молодим наркоманам і членам банди, яке продовжив у 1960-х роках.  У 1958 році він заснував Teen Challenge ,  євангельську християнську програму подолання залежностей в Брукліні , пов’язану з Асамблеєю Бога, з мережею християнських соціальних і євангелізаційних робочих центрів. 
Вілкерсон досяг національної популярності в Сполучених Штатах у 1963 році після публікації книги «Хрест і ніж» про своє вуличне служіння.. Книга стала бестселером із понад 50 мільйонами примірників більш ніж тридцятьма мовами та включена до «50 найкращих книг, які сформували євангелістів» журналу Christianity Today .
У 1967 році Вілкерсон розпочав «Молодіжні хрестові походи», євангелізаційне служіння, спрямоване на підлітків, яких Вілкерсон називав «хорошими людьми» — молодь із середнього класу, яка була неспокійною та нудьгувала. Його мета полягала в тому, щоб запобігти їхньому захопленню наркотиками, алкоголем або насильством. Через це служіння було засновано CURE Corps (Collegiate Urban Renewal Effort). У 1971 році Вілкерсон переніс штаб-квартиру свого служіння в Ліндейл, штат Техас . 22 вересня він заснував World Challenge , організацію, яка прагне просувати та поширювати Євангеліє по всьому світу.
Служіння Teen Challenge охопило молодь і дорослих по всьому світу. Світовий вплив міністерства є предметом досліджень та документальних фільмів, і його результати вражають. Teen Challenge – це найбільша, найстаріша та найуспішніша програма реабілітації  наркоманів, яка охоплює понад 170 сервісних центрів у Сполучених Штатах та 250 у всьому світі.
У 70-х роках Національний інститут зловживання наркотиками в Сполучених Штатах виявив, що успіх Teen Challenge досяг 86% (вісімдесят шість відсотків), а рівень рецидиву був дуже низьким. Опитування визнало, що найважливішим аспектом антинаркотичної програми був «Ісус».
Девід Вілкерсон уникав поділів християн за різними церковними деномінаціями і таким чином привертав широку аудиторію. Його проповідь була насамперед спрямована на підбадьорення та зміцнення віруючих у Христа. Він наголошував на святості і любові Бога, виступав за християнське життя, зосереджене на постійній молитві до Ісуса під проводом Святого Духа, і націлював себе проти примх і показу в церкві.
Спадщина пастора Девіда Вілкерсона живе через Teen Challenge і Time Square Church, а також його численні книги та проповідні відео, які впливають на християн різних конфесій у всьому світі.
Гвен Вілкерсон померла у віці 81 року в 2012 році, невдовзі після смерті чоловіка..

## Видіння
Вілкерсон пережив два видіння за своє життя: у 1958 та 1973 роках. Перше бачення наказало йому розпочати служіння. А друге прийшло влітку під час вечірньої молитви, коли він побачив та почув 5 лих.

## Книги
У книзі «Хрест і ніж» Вілкерсон розповідає про свою роботу євангеліста серед вуличних головорізів і наркоманів Нью-Йорка. Книга описує нещастя молоді в середовищі банд і стала бестселером у сучасній християнській літературі.
У своїй книзі «Хрест і ніж» (1974) зображено початок його служіння на вулицях Нью-Йорка, пов’язаних із насильством. На даний момент книга вважається бестселером, надруковано  50 мільйонів тиражів примірників більш ніж 30 мовами. Її вважали однією зі 100 найважливіших християнських книг 20 століття. Журнал Christianity Today включив книгу «Хрест і ніж» до 50 найкращих книг для формування євангельського читача . У книзі Вілкерсон розповідає про навернення члена банди Нікі Круза, який згодом сам став євангелістом і написав автобіографічну книгу Run Baby Run. Нікі був лідером банди "Mau Maus" і він і його друг стали християнами  почувши проповідь Вілкерсона.
За цією книгою  зняли  фільм у Голлівуді. Зйомками безпосередньо керував Девід Вілкерсон. Актор, який зіграв пастора Вілкерсона, був прийнятий після багатьох молитов та інтерв'ю.
Багато вчених, критиків та істориків вважають, що книга «Хрест і ніж» змінила євангелізацію західного світу, надихаючи багатьох християн свідчити про свою віру. Католицько-харизматичний рух і євангелізм-п'ятидесятництво зазнали впливу бестселера.

## Смерть
Девід Вілкерсон загинув в автокатастрофі у середу, 27 квітня 2011 року. Аварія сталася в штаті Техас, США. Вілкерсон рухався на схід Федеральною трасою № 175 у штаті Техас і виїхав на зустрічну смугу де зіткнувся з вантажівкою. Як повідомляє агентство AP, Девід Вілкерсон не був пристебнутий ременем безпеки, що, швидше за все, і стало причиною смерті.
У машині з пастором була також його дружина Гвен, яка вижила в цій автокатастрофі і була доставлена до лікарні. (Вона померла 5 липня 2012 року від раку.)
Вілкерсон помер у віці 79 років за 22 дні до свого 80-річчя. 